# こぶし町
こぶし町（こぶしちょう）は、埼玉県所沢市にある町名。単独町名で丁目の設定は無い。郵便番号は、359-0033。

## 地理
所沢市内の中央部、並木地区に所属する。
所沢航空記念公園の東側に位置する町域で、近隣の若松町、下新井、松郷、東新井町、並木と隣接する。地区内は戸建ての住宅街で、町境西端を南北に埼玉県道56号さいたまふじみ野所沢線が通っている。

## 歴史
- 1975年（昭和50年）8月1日 - 住居表示実施により、大字下新井の一部からこぶし町が成立する[5]。

## 世帯数と人口
2017年（平成29年）9月30日現在の世帯数と人口は以下の通りである。
| 町丁     | 世帯数    | 人口    |
| -------- | --------- | ------- |
| こぶし町 | 1,045世帯 | 2,039人 |

## 小・中学校の学区
市立小・中学校に通う場合の学区（校区）は以下の通り。
| 町丁     | 番・番地 | 小学校                       | 中学校                     |
| -------- | -------- | ---------------------------- | -------------------------- |
| こぶし町 | 全域     | 所沢市立若松小学校（下新井） | 所沢市立中央中学校（並木） |

## 交通

### 鉄道
地内に鉄道は敷設されていない。最寄駅は公園敷地の向い側に隣接する西武新宿線航空公園駅（約1.2 km西）。

### 道路
- 埼玉県道56号さいたまふじみ野所沢線

交差点
- 「こぶし団地入口」

### バス
- 西武バス
- 所沢市内循環バス

## 施設
- こぶし自治会館
- 中央公園